# April (groupe)
Pour les articles homonymes, voir April.
Cette page contient des caractères spéciaux ou non latins. S’ils s’affichent mal (▯, ?, etc.), consultez la page d’aide Unicode.
April (hangeul : 에이프릴, stylisé APRIL) est un girl group sud-coréen de K-pop, originaire de Séoul, actif entre 2015 et 2022. Durant son existence, le groupe comprend six membres : Chaekyung, Chaewon, Naeun, Yena, Rachel et Jinsol,. Elles débutent le 24 août 2015, avec l'EP Dreaming et le titre principal Dream Candy,.
Somin quitte le groupe, le 9 novembre 2015,, suivi par Hyunjoo, le 29 octobre 2016. Finalement, le groupe se sépare en janvier 2022.

## Nom
Le nom du groupe provient de la phrase « Girl you can't help but love », parce que le « A » représente le meilleur et « Pril » signifie une fille adorable[réf. nécessaire].

## Histoire

### Origines (2012–2014)
Entre 2012 et 2014, Somin et Chaekyung sont membres du groupe japonais du label DSP Media, Puretty sortant les singles Cheki ☆ Love en 2012, Shwa Shwa Baby en 2013, avant d’être dissous en 2014 avec des plans pour les membres de re-débuter dans d'autres groupes. À la mi-2014, Somin, Chaewon et Chaekyung participent au Kara Project, dans lequel sept trainee concourent pour devenir les nouvelles membres de Kara. Chaekyung est éliminée, tandis que Somin et Chaewon vont en finale où elles terminent en deuxième et quatrième place.
En 2016, la nouvelle membre Chaekyung, accompagnée de Cho Shiyoon, représente DSP Media dans le reality show Produce 101, où elle termine à la 16e place. Elle participe également avec d'autres concurrentes de Produce 101 pour rejoindre le groupe temporaire The God of Music 2, C.I.V.A en juillet 2016, et rejoint le groupe temporaire I.B.I de LOEN Entertainment en août 2016.

### Débuts (2015)

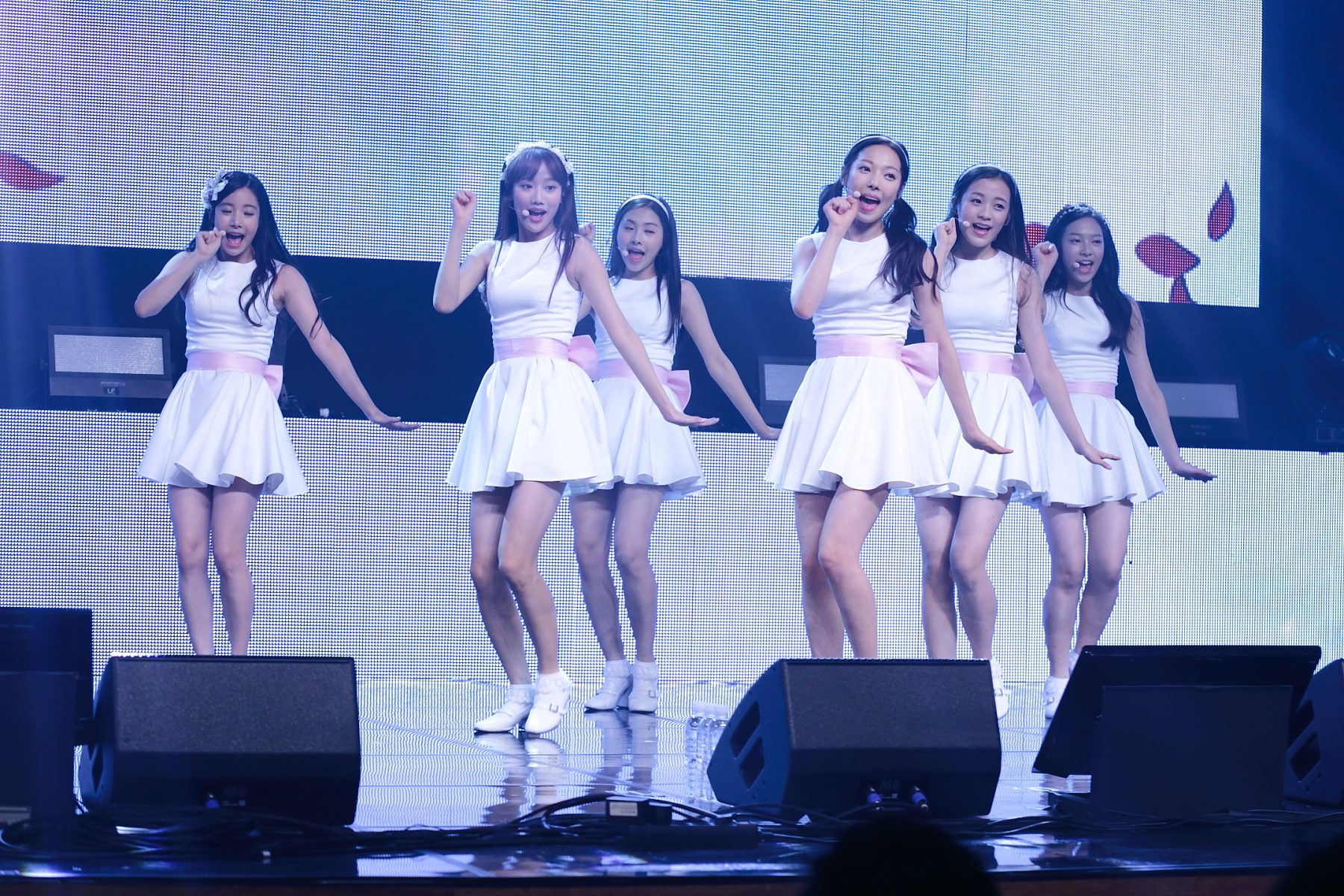
April lors de leur première performance officielle, le 25 août 2015, sur la scène de The Show.

Le 9 février 2015, DSP Media annonce qu'ils allaient faire débuter un nouveau girl group et que celui-ci serait la génération suivante de Fin.K.L et de Kara. En juillet 2015, DSP Media annonce les membres d'April à travers une série de teasers avec le logo du groupe. Ce dernier est créé a la suite d'un concours,. Au début du mois d'août, DSP Media confirme qu'April débuterait le 24 août avec l'EP Dreaming. Le 24 août 2015, April met en ligne le clip vidéo de Dream Candy issu de leur premier EP. Le même jour, le groupe débute à travers un showcase nommé April Debut Showcase–Live diffusé sur l'application V de Naver, durant lequel l'EP Dreaming est publié,. Le 11 septembre, April publie le clip « chorégraphie » de la chanson titre de leur premier EP, Dream Candy. Plutôt que de filmer tout simplement la chorégraphie dans le contexte donné d'une salle d'entraînement, Somin, Chaewon, Hyunjoo, Naeun, Yena et Jinsol se sont vues exécuter leurs mouvements de danse au milieu du centre-ville, près de l'eau ou même en face de la célèbre statue du roi Sejong.
Le 9 novembre 2015, l'agence du groupe publie un communiqué pour annoncer le départ de So Min,. Le même jour, DSP Media, met en ligne sur le fancafé du groupe, une lettre manuscrite écrite par Somin. La DSP Media déclare qu'elle ne serait pas remplacée et que les April continueront leurs activités à cinq et pourraient faire un retour dans les semaines à venir,,. Le 14 novembre 2015, DSP Média poste sur le compte Instagram officiel des April une image consistant en un test de math, annonçant ainsi la sortie du 1er single du groupe. Le 20 novembre, l'agence poste des photos du tournage du MV[Quoi ?] et révèle que la chanson promue par le groupe serait appelé Muah!. Le 23 novembre 2015, un teaser vidéo de Muah! est posté. Le 25 novembre, le MV de Muah!, ainsi que des vidéos des coulisses du tournage et une interview, sont mis en ligne sur la chaîne YouTube officielle du groupe. Le 10 décembre 2015, DSP Media annonce que le girl group April sortira un Winter Special Album intitulé Snowman le 21 décembre, et publie des teaser sous forme de puzzles sur les Facebook, Twitter, Instagram et Café Fan du groupe,.

### Changement de membres (2016)

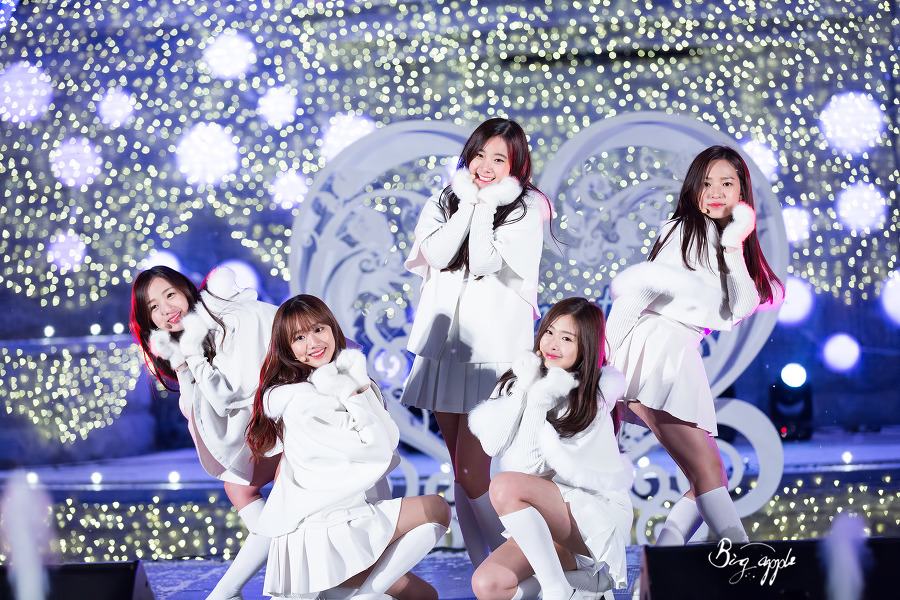
April performant à leur mini-concert Everland Romantic Concert le 14 février 2016.

Le 18 janvier 2016, DSP média poste une vidéo spéciale Version Noraebang pour Snowman sur la chaîne YouTube du groupe. Le 29 janvier 2016, le groupe annonce qu'il tiendra son 1er fanmeeting au Japon, le 6 mars, sous le nom de April Japan Fanmeeeting 2016～The First Fairy Tale～ qui sera présenté par l'ancienne membre des KARA, Heo Young-ji. Un EP meeting a également lieu le 27 février 2016 à Séoul. Le 12 février 2016, DSP Media annonce sur le site officiel des April que le fan club du groupe sera appelé Fineapple. L'agence explique que Fineapple est un mélange de Fine (qui signifie « bon/bien ») plus Apple, qui est une forme abrégée de « April ». Le 14 février 2016, les April jouent un mini-concert intitulé Everland Romantic Concert. Le 18 février 2016, April remporte le « Prix du girl group rookie de l'année » à la 22e édition des Korean Entertainment Arts Awards, le concept girl scout utilisé pour Muah! est également mentionné lors de la remise des prix.

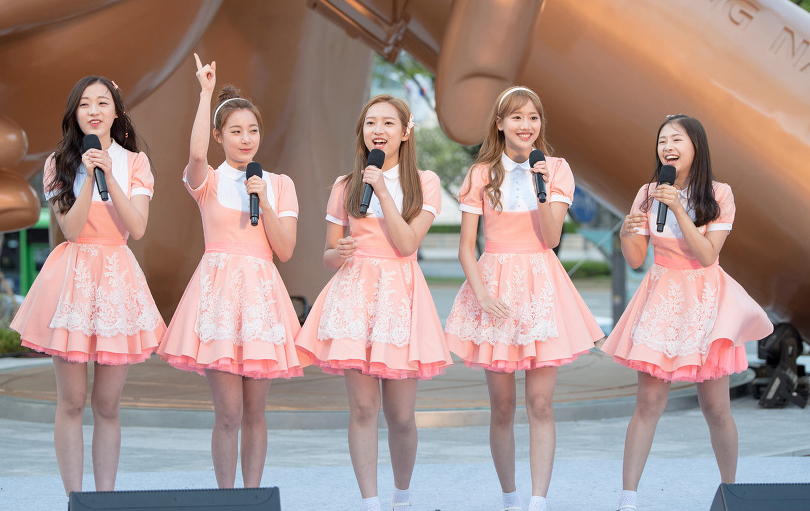
April sur scène quelques jours avant la sortie de Spring.

Le 4 avril 2016, DSP Media annonce par le biais d'une affiche teaser que le groupe va faire son retour, le 27 avril 2016. L'affiche montre un cadre de fleurs avec des textes à l'intérieur et un dessin qui rappelle des ailes de papillon. Le 14 avril, il est révélé que le groupe sortira leur deuxième mini-album Spring avec le titre Tinkerbell.  Le 12 mai, Hyunjoo annonce prendre une pause en raison de problèmes respiratoires et de maux de tête fréquents. Le 29 juillet 2016, il est annoncé que le groupe célébrera son premier anniversaire en tiennent leur premier concert en solo en deux actes intitulé DreamLand le 21 août, à la salle d'art Baek Am de Séoul,. Un autre concert est organisé à Tokyo, au Japon, le 15 octobre. Alors qu'encore une trainee, Chaekyung participe aux deux concerts en tant qu'invité. Le 29 octobre 2016, Hyunjoo révèle une lettre manuscrite annonçant la fin de sa pause de 7 mois et son départ d'April pour poursuivre une carrière d'actrice. Le même jour, la DSP Media confirme son départ du groupe et annonce qu'April serait réorganisé avec Chaewon, Naeun, Yena et Jinsol ainsi que l'ajout de nouvelles membres pour un comeback prévus pour le début de l'année 2017. Le 11 novembre 2016, DSP Media annonce que l'ancien membre de Puretty, participante à Kara Project et Produce 101 et membre des groupes temporaires I.B.I et C.I.V.A, Yoon Chaekyung est ajouté à April. Le 23 novembre, DSP Media présente Rachel comme dernier membre d'April et révèle que le groupe allait faire un comeback en janvier 2017.

### Prelude,MaydayetEternity(2017)

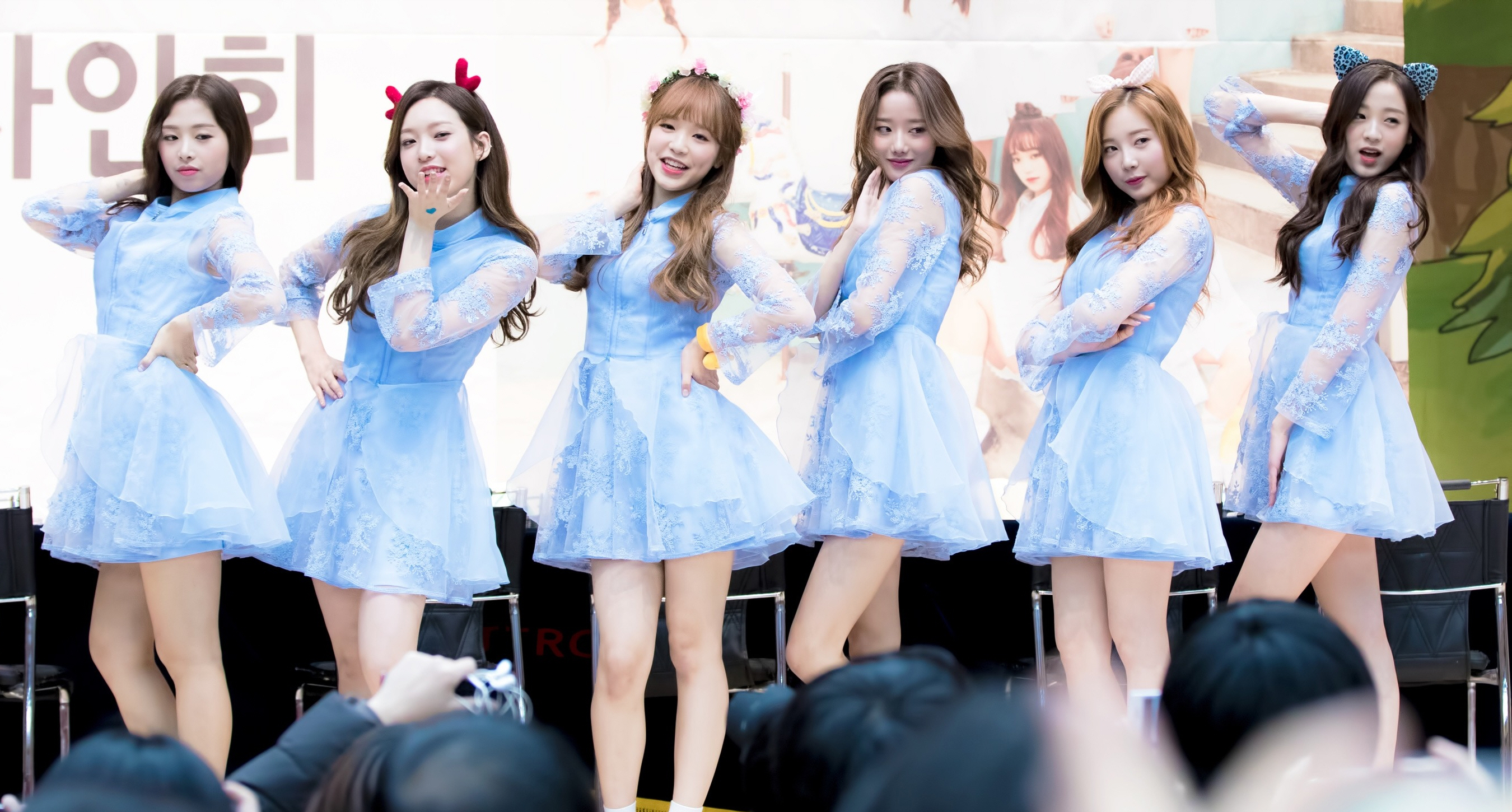
Le groupe durant une séance de dédicaces, le 5 janvier 2017.

Le 20 décembre 2016, DSP Media publie une image teaser intitulée Prelude annonçant qu'April ferait son retour en tant que groupe de six membres, le 4 janvier 2017. Le 21 décembre 2016, la révélation de la liste des titres confirme que Prelude serait le troisième EP du groupe. L'album aura 9 titres dont 5 nouvelles chansons et Dream Candy, Muah! et Snowman étant ré-enregistrés à la suite de l'ajout de Chaekyung et Rachel,. Le clip vidéo pour la chanson titre, April Story est mis en ligne le 4 janvier,. Le 19 janvier, la vidéo de la chorégraphie d'April Story est publiée.
Le 14 février 2017, April interprète LUV des Apink pour le 100e épisode de The Show. Le 16 février, le groupe interprète durant M Countdown, WOW  une chanson figurant également sur l'album Prelude. Le 18 février 2017, le groupe interprète So You sur Sing for You de JTBC. Il est plus tard annoncé que la chanson serait sortie en tant que sigle numérique, le 26 février 2017. La performance live de So You est utilisée comme MV pour la chanson. À la fin du mois de février 2017, il est annoncé que les April tiendraient, leur deuxième fan-meeting japonais intitulée [#April Japan Fanmeeting 2017～April Story～] au Shinagawa Intercity Hall de Tokyo, le 20 mars.

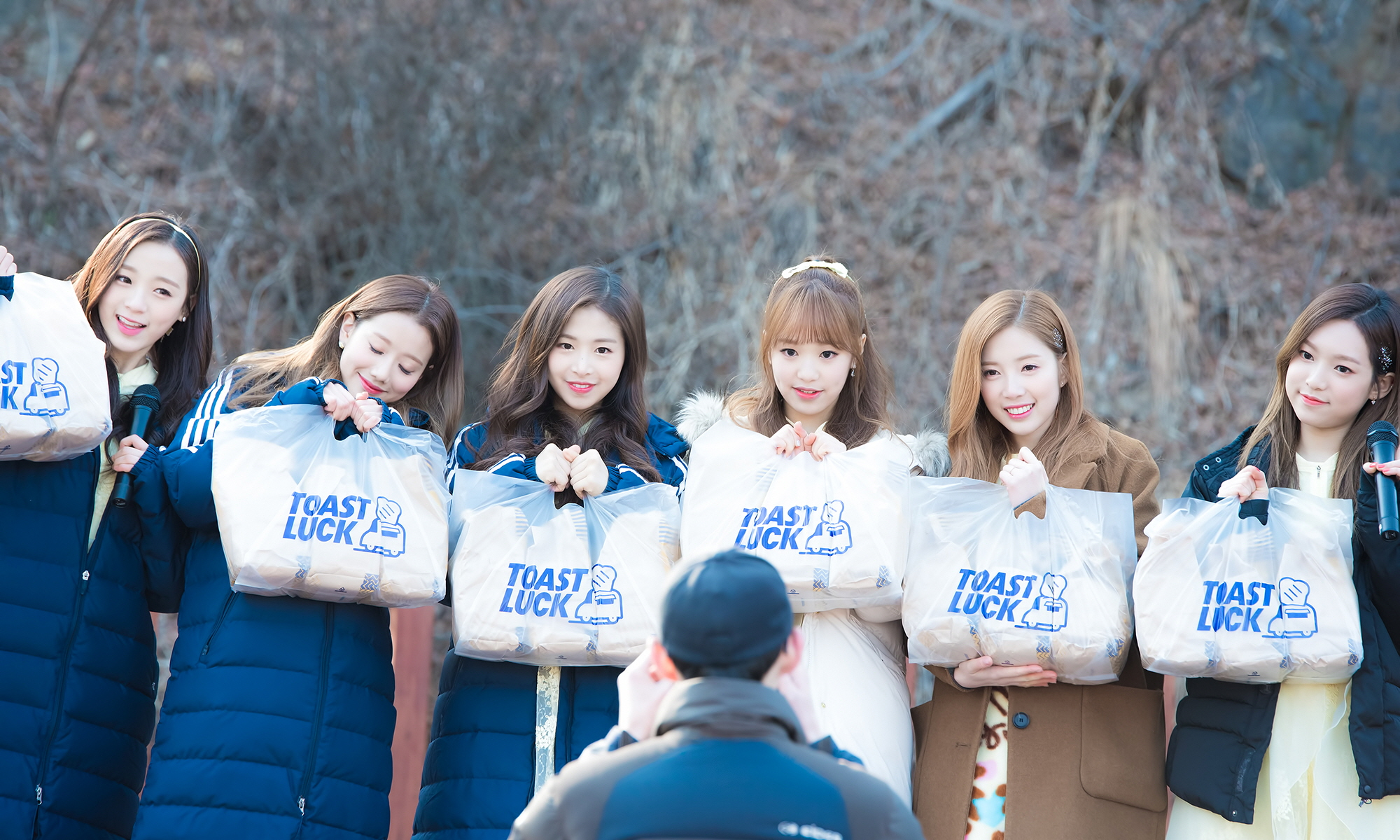
APRIL durant un mini-fan meeting, le 26 février 2017.

Le 7 mars 2017, il est rapporté qu'April avait commencé à filmer un nouveau programme de réalité pour Mnet qui devrait être diffusé en avril 2017. Il est également révélé que le groupe préparait aussi un nouvel album à promouvoir avec le programme. Le 14 mars, il est confirmé que le programme de réalité intitulé A-IF-Ril commencera sa diffusion, le 4 avril pour un total de 5 épisodes,. Le 4 avril 2017, le groupe publie le MV[Quoi ?] surprise pour son single Sting (따끔), à travers le premier épisode de leur programme de réalité A-IF-Ril. (따끔).
Le 12 avril 2017, DSP Media annonce que le retour du groupe est repoussé jusqu'à ce que les membres aient fini de filmer leur programme de réalité A-IF-Ril, la sortie est fixée pour la mi-mai. April confirme néanmoins leur prochain titre ainsi que leur concept et font des préparatifs finaux. Le 8 mai 2017, le groupe lance son deuxième programme de réalité de l'année intitulé April Secret sur Naver TV. Le 15 mai 2017, DSP Media annonce que le retour du groupe était prévu pour le 29 mai avec son deuxième single album intitulé Mayday. Le 29 mai, le MV de thème de tennis pour leur single Sting (따끔) est republié sous le titre Lovesick, en même temps que la piste de titre du single Mayday et son MV thème rétro, suivi d'un MV chorégraphie spéciale de « Mayday », le 1er juin. Le 22 juin, April interprète « Sting / Lovesick » durant M Countdown.
En août 2017, le groupe révèle, lors d'une interview accordée à International BnT, pour se préparer déjà pour leur prochain album avec un objectif de sortie fixé pour un retour avant la fin de l'année,. Le 23 août 2017, DSP Media annonce que le retour du groupe était prévu pour septembre. Le 5 septembre, DSP Media annonce que le retour du groupe avait été fixé pour le 20 septembre avec un album intitulé Eternity. Le 8 septembre 2017, DSP Media révèle la liste des titres de album confirmant que Eternity est le 4e EP de April mener par la chanson Hold My Hand (손을 잡아줘). Le 18 octobre 2017, il est annoncé que le groupe organiserait son deuxième concert japonais intitulé April 2nd Live Concert in Japan 2017 「Dream Land」 (Take My Hand) le 10 décembre 2017. Le groupe a également donné un concert en coréele jour de Noel intitulé « 2017 Special Chrisytmas April Eve ».

### Débuts au Japon etOh-E-Oh(2018–2019)

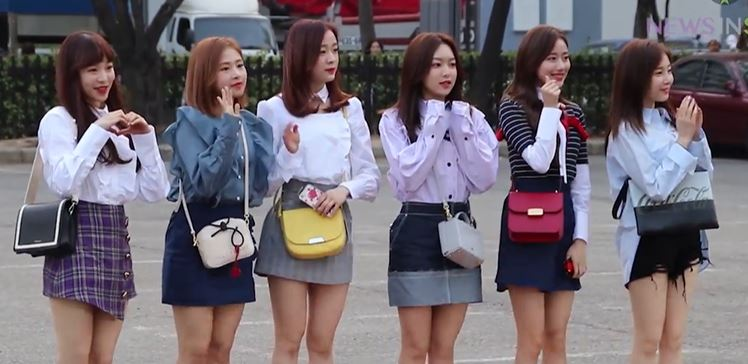
Avril en route pour Music Bank, le 18 mars 2018.

Le 30 janvier 2018, DSP Media annonce que le groupe se préparait pour la sortie d'un single le 7 février 2018. Le 31 janvier, l'agence révèle que le single ferait partie d'un album spécial. Le 1er février, il est révélé que la prochaine sous-unité composée des membres Jinsol et Naeun publierait une chanson intitulée My Story (이야기). Le 26 février 2018, DSP Media confirme que le retour du groupe était prévu pour le 12 mars, avec le cinquième EP du groupe, The Blue. L'album sort avec le titre The Blue Bird (파랑새). Le 22 mars 2008, DSP Media annonce qu'April ferait ses débuts au Japon au cours du mois suivant. Le groupe fait ses débuts au Japon le 25 avril avec la version japonaise de leur single Tinkerbell. Le single contient également la version japonaise du morceau Yes, Sir! ainsi que la version instrumentale des deux chansons. Le single est promu par le biais d'émissions télévisées et d’une série de fan-meetings dans différentes villes du Japon. Le 17 septembre 2018, le média OSEN publie un rapport exclusif sur le retour d'April. Jinsol, la plus jeune membre du groupe, confirme ensuite confirmé ces informations. Le 4 octobre, DSP Media confirme que le groupe reviendrait avec son sixième EP intitulé The Ruby, qui sort le 16 octobre avec la chanson titre Oh My Mistake! (예쁜 게 죄).
Le 14 décembre 2018, DSP Media annonce qu'April allait faire son premier retour au Japon le 16 janvier 2019 avec la sortie de la version japonaise de la chanson Oh-E-Oh, un calendrier de sortie des teasers sont mis en ligne le 20 décembre du même mois. Le single contient également la version japonaise de leur single The Blue Bird de 2018, ainsi que la version instrumentale des deux chansons et la version coréenne de Oh-E-Oh.

### Polémique et séparation (2021–2022)
En février 2021 l’ancienne membre Lee Hyunjoo annonce qu'elle avait été victime d’intimidation de la part du groupe ; à la suite de cette polémique, le groupe cesse ses activités. Le 28 janvier 2022 DSP Media annonce la séparation du groupe, après une discussion avec les membres, elles ont pris la décision de se séparer afin de suivre chacune leur propre chemin.

## Membres
| Nom de scène | Nom de scène | Nom de naissance | Nom de naissance | Date de naissance | Nationalité  | Position                                      |
| Romanisé     | Coréen       | Romanisé         | Coréen           | Date de naissance | Nationalité  | Position                                      |
| ------------ | ------------ | ---------------- | ---------------- | ----------------- | ------------ | --------------------------------------------- |
| Chaekyung    | 채경         | Yoon Chae Kyung  | 윤채경           | 7 juillet 1996    | Sud-coréenne | Leader, chanteuse, Unnie (la plus âgée)       |
| Chaewon      | 채원         | Kim Chae Won     | 김채원           | 8 novembre 1997   | Sud-coréenne | Chanteuse, rappeuse                           |
| Naeun        | 나은         | Lee Na Eun       | 이나은           | 5 mai 1999        | Sud-coréenne | Chanteuse, rappeuse, visuel, visage du groupe |
| Yena         | 예나         | Yang Ye Na       | 양 예나          | 22 mai 2000       | Sud-coréenne | Danseuse, rappeuse, chanteuse                 |
| Rachel       | 레이첼       | Sung Na Yeon     | 성 나연          | 28 août 2000      | Sud-coréenne | Rappeuse, danseuse, chanteuse                 |
| Jinsol       | 진솔         | Lee Jin Sol      | 이진솔           | 4 décembre 2001   | Sud-coréenne | Chanteuse, Maknae (la plus jeune)             |

### Anciens membre
| Nom de scène | Nom de scène | Nom de naissance | Nom de naissance | Date de naissance | Nationalité | Position                    | Date de départ  |
| Romanisé     | Coréen       | Romanisé         | Coréen           | Date de naissance | Nationalité | Position                    | Date de départ  |
| ------------ | ------------ | ---------------- | ---------------- | ----------------- | ----------- | --------------------------- | --------------- |
| Somin        | 소민         | Jeon So Min      | 전소민           | 22 août 1996      | Sud-coréen  | Leader, chanteuse           | 9 novembre 2015 |
| Hyunjoo      | 현주         | Lee Hyun Joo     | 이현주           | 5 février 1998    | Sud-coréen  | Chanteuse, danseuse, visuel | 29 octobre 2016 |

### Chronologie
- En noir = Inactive
- En vert = Origines

## Discographie

### EP
| Titre    | Détails de l'album                                                                                                  | Meilleure position | Ventes                                      |
| Titre    | Détails de l'album                                                                                                  | COR                | Ventes                                      |
| -------- | --- | ------------------ | ------------------------------------------- |
| Dreaming | - Date de sortie : 24 août 2015 - Labels : DSP Media, LOEN Entertainment - Formats : CD, téléchargement numérique   | 8                  | - COR : plus de 2 542                       |
| Spring   | - Date de sortie : 27 avril 2016 - Labels : DSP Media, LOEN Entertainment - Formats : CD, téléchargement numérique  | 12                 | - COR : plus de 4 919                       |
| Prelude  | - Date de sortie : 4 janvier 2017 - Labels : DSP Media, LOEN Entertainment - Formats : CD, téléchargement numérique | 14                 | - COR : plus de 7 930 - JPN : plus de 2 456 |

### Albums singles
| Titre       | Détails | Meilleure position | Ventes                |
| Titre       | Détails | COR                | Ventes                |
| ----------- | --- | ------------------ | --------------------- |
| Boing Boing | - Date de sortie : 25 novembre 2015 - Labels : DSP Media, LOEN Entertainment - Formats : CD, téléchargement numérique | 13                 | - COR : plus de 3 803 |
| Snowman     | - Date de sortie : 20 décembre 2015 - Labels : DSP Media, LOEN Entertainment - Formats : CD, téléchargement numérique | 14                 | - COR : plus de 3 483 |
| Mayday      | - Date de sortie : 29 mai 2017 - Labels : DSP Media, LOEN Entertainment - Formats : CD, téléchargement numérique      | 9                  | - COR : plus de 7 250 |

### Singles
| Titre       | Année | Meilleure position | Ventes                 | Album            |
| Titre       | Année | COR                | Ventes                 | Album            |
| ----------- | ----- | ------------------ | ---------------------- | ---------------- |
| Dream Candy | 2015  | 77                 | - COR : plus de 50 734 | Dreaming         |
| Muah!       | 2015  | 134                | - COR : plus de 14 055 | Boing Boing      |
| Snowman     | 2015  | 140                | - COR : plus de 12 226 | Snowman          |
| Tinker Bell | 2016  | 100                | - COR : plus de 24 893 | Spring           |
| April Story | 2017  | 62                 | - COR : plus de 62 943 | Prelude          |
| So You      | 2017  |                    | - COR :                | Single numérique |
| Mayday      | 2017  | 97                 | - COR : plus de 18 903 | Mayday           |

### Collaborations
| Année | Titre             | Membre(s)                      | Album ou single                              | Note(s)                                                    |
| ----- | ----------------- | ------------------------------ | -------------------------------------------- | ---------------------------------------------------------- |
| 2014  | White             | Somin, Chaewon                 | White Letter                                 | Prior to debut                                             |
| 2014  | You Are the One   | Somin, Chaewon                 | White Letter                                 | Prior to debut                                             |
| 2016  | Pick me           | Chaekyung                      | Produce 101                                  | Prior to debut                                             |
| 2016  | In the Same Place | Chaekyung                      | 35 Girls 5 Concepts                          | With Girls on Top                                          |
| 2016  | Clock             | Chaewon, Chaekyung             | Clock                                        |                                                            |
| 2016  | Fingertips love   | Chaewon, Naeun, Yena et Jinsol | Creating a Healthy Cyber World Campaign song | With B1A4, BTOB, A-JAX, Heo Young-ji, Oh My Girl, et Kassy |
| 2016  | Why               | Chaekyung                      | Why                                          | C.I.V.A                                                    |
| 2016  | Molae molae       | Chaekyung                      | Molae molae                                  | I.B.I                                                      |
| 2016  | I.B.I             | Chaekyung                      | Molae molae                                  | I.B.I                                                      |

## Concerts
- Everland Romantic Concert (2016)
- APRIL 1st Concert : Dream Land (2016)

## Distinctions

### Korean Entertainment Art Awards
| Place | Année | Nommé | Prix                      | Résultat |
| ----- | ----- | ----- | ------------------------- | -------- |
| 22e   | 2016  | April | Rookie féminin de l'année | Lauréat  |

### Gaon Chart Awards
| Place | Année | Nommé | Prix                      | Résultat   |
| ----- | ----- | ----- | ------------------------- | ---------- |
| 5e    | 2016  | April | Rookie féminin de l'année | Nomination |

### Seoul Music Awards
| Place | Année       | Prix                 | Résultat   | Réf    |
| ----- | ----------- | -------------------- | ---------- | ------ |
| 2015  | Dream Candy | Bonsang Award        | Nomination | [ 86 ] |
| 2015  | April       | New Artist Award     | Nomination | [ 86 ] |
| 2015  | April       | Popularity Award     | Nomination | [ 86 ] |
| 2015  | April       | Hallyu Special Award | Nomination | [ 86 ] |

### GS Shop Music Awards
| Place | Année | Prix                  | Résultat | Ref    |
| ----- | ----- | --------------------- | -------- | ------ |
| 2016  | Muah! | Top Home Shopping BGM | Lauréat  | [ 87 ] |